# Anosia adnana
Anosia adnana är en fjärilsart som beskrevs av Swinhoe 1917. Anosia adnana ingår i släktet Anosia och familjen praktfjärilar. Inga underarter finns listade i Catalogue of Life.